# Schrankia furoroa
Schrankia furoroa är en fjärilsart som beskrevs av Robinson 1975. Schrankia furoroa ingår i släktet Schrankia och familjen nattflyn. Inga underarter finns listade.